# كوبيه

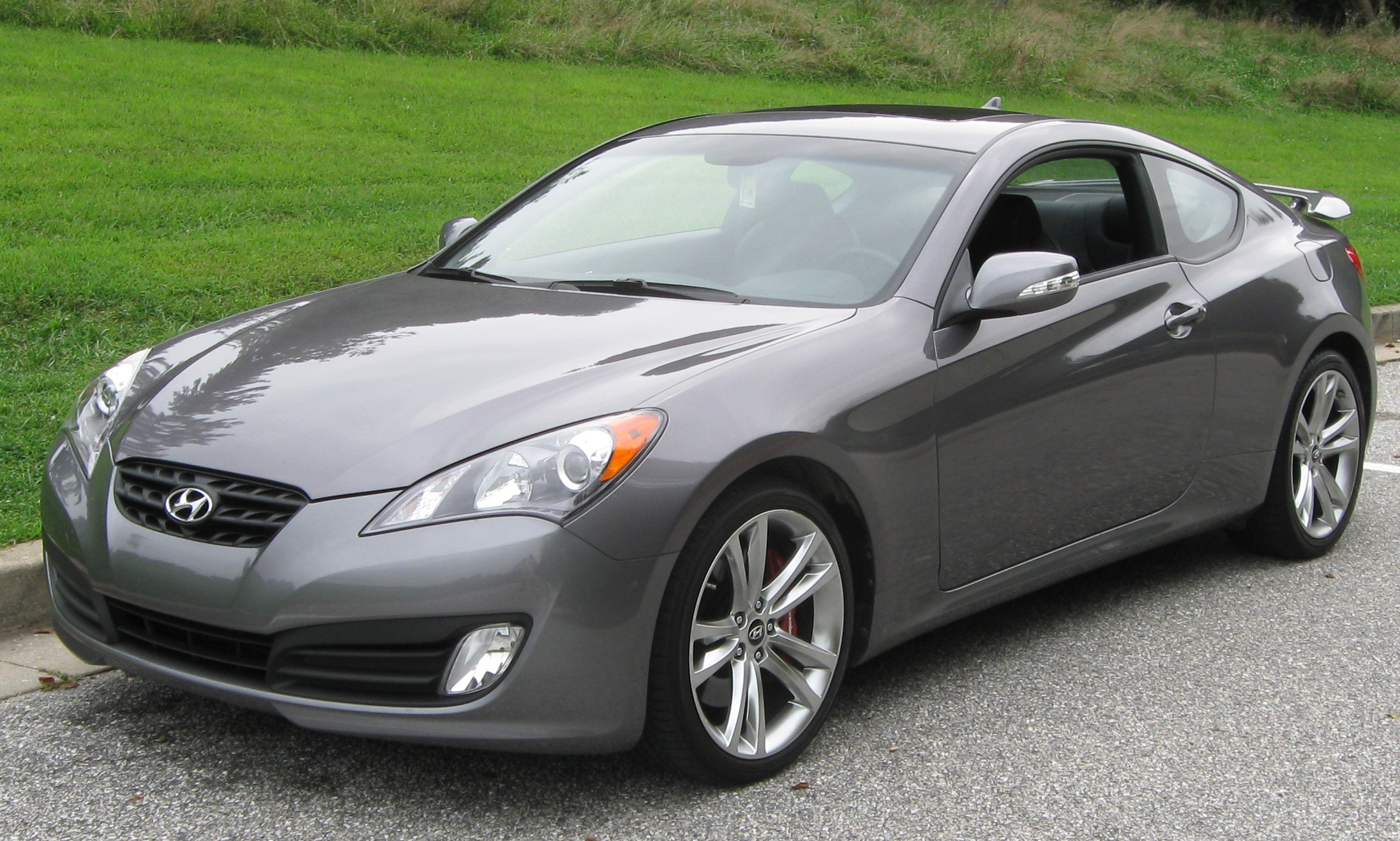

كوبيه أو سيارة ذات بابين (بالإنجليزية: Coupe)‏ هو مصطلح تصنيف نوع من السيارات ذات بابين بدلًا من أربعة أبواب مثل سيارات السيدان، إذ تتمتع سيارات الكوبيه بطابع أكثر رياضية وشبابية.
كما تتمتع سيارات الكوبيه ببعض الخطوط الخاصة بها والتي عادة ما تكون أكثر انسيابية، فأسقف تلك السيارات أكثر ميلاً من المعتاد في نقاط تلاقيها بباقي الجسد وأبوابها وكثيراً ما تكون بدون إطار للزجاج، ولأن لكل قاعدة استثناء، فقد ظهرت المزيد من الأنواع الفرعية لسيارات الكوبيه لتتضمن سيارات كوبيه رباعية الأبواب وغيرها .